# Alfred Mannesmann
Alfred Mannesmann (* 17. Juli 1859 in Remscheid; † 5. März 1944 in Barsinghausen) war ein deutscher Ingenieur und Industrieller.

## Leben
Mannesmann studierte am Institut national des sciences appliquées de Strasbourg und wurde 1882 Mitglied des Corps Rhenania Straßburg. 1890 war er Mitgründer der  Mannesmann Röhrenwalzwerk AG und anderer Tochtergesellschaften. Ab 1893 saß er als Werksdirektor im Werk Komotau. Von 1895 bis 1899 war er mit seinem Bruder Reinhard Mannesmann in den USA tätig und wechselte 1906 nach Marokko, wo er die familiären Interessen im Rahmen des seit 1912 bestehenden Marokko-Minen-Syndikats (später: Mannesmann Industrie u. Handels AG) vertrat. 1918 stieg er als Nachfolger seines 1915 verstorbenen Bruders Max Mannesmann in die Automobilfirma Mannesmann-MULAG mit Hauptsitz in Aachen ein, die sich auf die Entwicklung und Produktion von Lastkraftwagen und Bussen spezialisiert hatte. Darüber hinaus beteiligte er sich ein Jahr später an der Gründung der Mannesmann Automobilwerk mit Sitz in Remscheid, die Personenkraftwagen der gehobenen Luxusklasse und Rennwagen herstellte. Nachdem 1928 die MULAG von der Büssing AG übernommen worden und 1929 die Mannesmann Automobil-Werk KG insolvent geworden war, konzentrierte sich Alfred mit seinem Bruder Carl Mannesmann auf den Standort Remscheid und gründete dort am 14. Juli 1931 die Brüder Mannesmann GmbH für die Produktion von geschmiedeten und gegossenen Rohrschellen. Darüber hinaus saß Alfred Mannesmann im Aufsichtsrat des Gerling-Konzerns.

## Ehe und Familie
Mannesmann war verheiratet mit Margaretha Elisabeth geb. von Mosengeil (1881–1961), einer Tochter von Karl von Mosengeil. Aus der Ehe ging die Tochter Hildegard hervor. Diese war ab 1930 für einige Jahre mit dem späteren ersten Chef der Gestapo Rudolf Diels verheiratet.
Alfred Mannesmann starb mit 84 Jahren.